# Merhamet
Merhamet (en español: Misericordia) es una serie de televisión turca de 2013, producida por Most Production y emitida por Kanal D.

## Trama
Narin es una mujer que ha superado la miseria y los maltratos que vivió en su infancia, a causa de la extrema violencia de su padre. Pese a todo se convirtió en una exitosa abogada por su gran inteligencia y voluntad. En la etapa de universidad se conoce con Deniz, la hija de una familia muy rica, se hacen inseparables amigas, y es el mayor vínculo emocional para ella. Deniz tiene una hermana menor, Irmak, que decide dejar su vida en Suiza y regresar a Estambul. Irmak regresa con su novio Fırat, que casualmente es el primer y gran amor de Narin. La trama irá enlazando constantemente el presente con el pasado de Narin, reconstruyendo su tortuosa vida familiar y la historia de amor y desencuentros que la unió a Firat desde que lo conoce,  siendo casi una niña. Ella deberá enfrentar sus sentimientos y su doloroso pasado, que trató de enterrar, al iniciar la vida que lleva actualmente 
En lo profesional, se ve obligada a asumir el caso de Sermet Karayel, un hombre poderoso y obsesivo que también pertenece a su pasado. 
La amistad, la lealtad, la fraternidad, los secretos familiares, la violencia intrafamiliar y el amor en todas sus formas son el tema que esta serie de gran contenido dramático.

## Reparto
- Özgü Namal como Narin Yılmaz Kazan.
- İbrahim Çelikkol como Fırat Kazan.
- Burçin Terzioğlu como Deniz Tunalı Karayel.
- Mustafa Üstündağ como Sermet "Babür" Karayel.
- Yasemin Allen como Irmak Tunalı.
- Ahmet Rıfat Şungar como Atıf Birsel.
- Turgut Tunçalp como Recep.
- Kıvanç Kasabalı como Sinan.
- Mehmet Ali Kaptanlar como Hikmet Kazan.
- Haldun Boysan como Necati.
- Fırat Albayram como Can.
- Mert Asutay como Erol.
- Kosta Kortidis como Erdoğan.
- Ayşegül Cengiz Akman como Hatice.
- Ceren Erginsoy como Ümmühan.
- Erkan Kolçak Köstendil como Mehmet.
- Dilara Aksüyek como Şadiye.
- Bora Koçak como Ali.
- Bekir Çiçekdemir como Ahmet.
- Deniz Gürzumar como Rıfat.
- Seher Terzi como Nergis.
- Elif Ceren Balıkçı como Narin (niña).
- Ece Naz Mutluer como Şadiye (niña).
- Burak Can Aras como Mehmet (niño).
- Muzaffer Kuytu como Fırat (niño).

## Temporadas
| Temporada | Temporada | Episodios | Rango de episodios | Emisión original         | Emisión original    |
| Temporada | Temporada | Episodios | Rango de episodios | Inicio                   | Final               |
| --------- | --------- | --------- | ------------------ | ------------------------ | ------------------- |
|           | 1         | 19        | 1 - 19             | 13 de febrero de 2013    | 19 de junio de 2013 |
|           | 2         | 25        | 20 - 44            | 11 de septiembre de 2013 | 12 de marzo de 2014 |

## Premios y nominaciones
| Año  | Premios               | Categoría             | Nominado(a) | Resultado | Ref.  |
| ---- | --------------------- | --------------------- | ----------- | --------- | ----- |
| 2013 | Premios Altın Kelebek | Mejor música de serie | Merhamet    | Ganadora  | [ 3 ] |